# Nová Ves pod Pleší
Nová Ves pod Pleší (en allemand : Neudorf bei Mnischek) est une commune du district de Příbram, dans la région de Bohême-Centrale, en République tchèque. Sa population s'éleve à 1 286 habitants en 2020.

## Géographie
Nová Ves pod Pleší se trouve à 9,5 km au nord-est de Dobříš, à 25 km au nord-est de Příbram et à 35 km au sud-sud-ouest de Prague.
La commune est limitée par Mníšek pod Brdy au nord, par Zahořany, Bojanovice et Velká Lečice à l'est, par Malá Hraštice et Mokrovraty au sud et par Voznice à l'ouest.

## Histoire
La première mention écrite de la localité date de 1304.

## Transports
Par la route, Nová Ves pod Pleší se trouve à 11 km de Dobříš, à 28 km de Příbram et à 35 km du centre de Prague.